# Балакунець Михайло Миколайович
Михайло Миколайович Балакунець (нар. 14 листопада 1930, с. Угринь, нині Чортківського району Тернопільської області) — український різьбяр, народний майстер декоративно-прикладного мистецтва (художня обробка дерева, соломи, кістки).

## Життєпис
Закінчив Косівське училище народних промислів (1957, нині інститут прикладного і декоративного мистецтва).
Працював художником-оформлювачем у м. Чортків (1947—1957), майстром виробничого навчання у Копичинській дитячій виховній колонії (1957—1959, нині Гусятинського району), учитилем креслення і малювання в Пробіжнянській школі-інтернаті (1959—1980), художником-оформлювачем у с. Кривеньке Чортківського району (від 1980).

## Творчість
Від 1957 — учасник виставок у містах Київ, Львів, Тернопіль, Москва, Пемза (обидва Російська Федерація).
Твори зберігаються у ТОКМ, Чернігівському літературно-меморіальному музеї М. Коцюбинського, Вінницькому краєзнавчому музеї, Київському музеї Т. Шевченка, приватних колекціях в Україні, Російській Федерації.

## Нагороди
- золота медаль республіканської художньої виставки